# 1896 în științifico-fantastic
- 1895 în științifico-fantastic — 1896 în științifico-fantastic — 1897 în științifico-fantastic

1896 în științifico-fantastic a implicat o serie de evenimente:

## Nașteri și decese

### Nașteri
- Katharine Burdekin (d. 1963)
- Stanton A. Coblentz (d. 1982)
- Rudolf H. Daumann (d. 1957)
- Lee van Dovski, Pseudonimul lui Herbert Lewandowski (d. 1996)
- Paul Coelestin Ettighoffer (d. 1975)
- Otto Willi Gail (d. 1956)
- Hermann Kasack (d. 1966)
- Murray Leinster (d. 1975)  Pseudonimul lui William Fitzgerald Jenkins
- Franz Ludwig Neher (d. 1970)
- Ben Orkow (d. 1988)
- Ludwig Turek (d. 1975)

### Decese
- William Morris (n. 1834)

## Cărți

### Romane
- În fața steagului -- Face au drapeau de Jules Verne
- Insula doctorului Moreau --  Island of Dr. Moreau de H. G. Wells

## Filme
| Titlu | Regizor | Distribuție | Țara | Sub-Gen /Note |
| ----- | ------- | ----------- | ---- | ------------- |
|       |         |             |      |               |

## Premii
Principalele premii nu s-au acordat în această perioadă.